# Humbug
Humbug is het derde studioalbum van de Engelse indie-band Arctic Monkeys. Het album is uitgebracht op 19 augustus 2009. Humbug werd opgenomen in Californië onder productionele leiding van Josh Homme frontman van Queens of the Stone Age); hierdoor kreeg het album een duisterder geluid dan de twee voorgangers. Vanwege de langdurige opnamen zijn de Arctic Monkeys in Los Angeles blijven wonen.

## Nummers
1. My Propeller
2. Crying Lightning
3. Dangerous Animals
4. Secret Door
5. Potion Approaching
6. Fire and the Thud
7. Cornerstone
8. Dance Little Liar
9. Pretty Visitors
10. The Jeweller's Hands
11. I Haven't Got My strange (Bonus Track)
12. Red Right Hand (Bonus Track)
13. Sketchead (Bonus Track)

- De Bonus Tracks zijn niet op elke versie van dit album aanwezig

## Hitnotering
| "Humbug" in de Nederlandse Album Top 100 - binnen: 29-08-2009 | "Humbug" in de Nederlandse Album Top 100 - binnen: 29-08-2009 | "Humbug" in de Nederlandse Album Top 100 - binnen: 29-08-2009 | "Humbug" in de Nederlandse Album Top 100 - binnen: 29-08-2009 | "Humbug" in de Nederlandse Album Top 100 - binnen: 29-08-2009 | "Humbug" in de Nederlandse Album Top 100 - binnen: 29-08-2009 | "Humbug" in de Nederlandse Album Top 100 - binnen: 29-08-2009 | "Humbug" in de Nederlandse Album Top 100 - binnen: 29-08-2009 | "Humbug" in de Nederlandse Album Top 100 - binnen: 29-08-2009 | "Humbug" in de Nederlandse Album Top 100 - binnen: 29-08-2009 | "Humbug" in de Nederlandse Album Top 100 - binnen: 29-08-2009 | "Humbug" in de Nederlandse Album Top 100 - binnen: 29-08-2009 | "Humbug" in de Nederlandse Album Top 100 - binnen: 29-08-2009 | "Humbug" in de Nederlandse Album Top 100 - binnen: 29-08-2009 |
| Week                                                          | 01                                                            | 02                                                            | 03                                                            | 04                                                            | 05                                                            | 06                                                            | 07                                                            | 08                                                            | 09                                                            |                                                               | 10                                                            | 11                                                            |                                                               |
| ------------------------------------------------------------- | ------------------------------------------------------------- | ------------------------------------------------------------- | ------------------------------------------------------------- | ------------------------------------------------------------- | ------------------------------------------------------------- | ------------------------------------------------------------- | ------------------------------------------------------------- | ------------------------------------------------------------- | ------------------------------------------------------------- | ------------------------------------------------------------- | ------------------------------------------------------------- | ------------------------------------------------------------- | ------------------------------------------------------------- |
| Nummer                                                        | 2                                                             | 6                                                             | 13                                                            | 24                                                            | 30                                                            | 49                                                            | 58                                                            | 69                                                            | 78                                                            | uit                                                           | 93                                                            | 95                                                            | uit                                                           |